# Сибница (Жабари)
Сибница је насеље у Србији у општини Жабари у Браничевском округу. Према попису из 2022. било је 284 становника.

## Порекло становништва
Подаци датирају из 1930. г.
Најстарији досељеници су досељени почетком XVIII века. Становници су Срби. Било је раније неколико влашких породица, али су се потпуне посрбиле. Цигана има три куће, ковачи су и обрађују земљу.
Родови су:
- Симићи - Миловановићи и Илинци (50 к., Св. Ђурђиц). Пореклом су са Косова, одакле су давно досељени.
- Влајкорци (30 к., Св. Лазар). Непознато порекло.
- Радојковићи (15 к., Св. Јован); доселили се из Купинова у Срему.
- Мандићи (30 к., Св. Јован). Не зна се поуздано одакле су пореклом; мисле да су од старине у селу.
- Крајинци (30 к., Св. Јован); дошли из Крајине.
- Филиповићи (40 к., Св. Ђурђиц), доселили се из Кривог Вира. Предак Павле био хајдуче.
- Милошевићи (13 к., Св. Никола); дошли из Црне Реке.
- Цигани (3 к., Св. Петковицу). Пореклом су из околине.

## Демографија
У насељу Сибница живи 339 пунолетних становника, а просечна старост становништва износи 45,4 година (43,1 код мушкараца и 47,8 код жена). У насељу има 139 домаћинстава, а просечан број чланова по домаћинству је 2,93.
Ово насеље је великим делом насељено Србима (према попису из 2002. године), а у последња три пописа, примећен је пад у броју становника.
|  |

| Демографија | Демографија | Демографија |
| Година      | Становника  | Становника  |
| ----------- | ----------- | ----------- |
| 1948.       | 1.013       |             |
| 1953.       | 996         |             |
| 1961.       | 946         |             |
| 1971.       | 830         |             |
| 1981.       | 735         |             |
| 1991.       | 574         | 505         |
| 2002.       | 407         | 473         |
| 2011.       | 377         |             |

| Етнички састав према попису из 2002.‍ | Етнички састав према попису из 2002.‍ | Етнички састав према попису из 2002.‍ | Етнички састав према попису из 2002.‍ | Етнички састав према попису из 2002.‍ |
| ------------------------------------ | ------------------------------------ | ------------------------------------ | ------------------------------------ | ------------------------------------ |
|                                      |                                      |                                      |                                      |                                      |
| Срби                                 | Срби                                 |                                      | 400                                  | 98,28%                               |
| Црногорци                            | Црногорци                            |                                      | 3                                    | 0,73%                                |
| Румуни                               | Румуни                               |                                      | 1                                    | 0,24%                                |
| Власи                                | Власи                                |                                      | 1                                    | 0,24%                                |
| непознато                            | непознато                            |                                      | 1                                    | 0,24%                                |

| Година пописа     | 1948. | 1953. | 1961. | 1971. | 1981. | 1991. | 2002. |
| ----------------- | ----- | ----- | ----- | ----- | ----- | ----- | ----- |
| Број домаћинстава | 229   | 244   | 249   | 221   | 191   | 163   | 139   |

| Број чланова      | 1  | 2  | 3  | 4  | 5  | 6 | 7 | 8 | 9 | 10 и више | Просек |
| ----------------- | -- | -- | -- | -- | -- | - | - | - | - | --------- | ------ |
| Број домаћинстава | 45 | 28 | 21 | 11 | 16 | 9 | 8 | 0 | 1 | 0         | 2,93   |

| Пол    | Укупно | Неожењен/Неудата | Ожењен/Удата | Удовац/Удовица | Разведен/Разведена | Непознато |
| ------ | ------ | ---------------- | ------------ | -------------- | ------------------ | --------- |
| Мушки  | 177    | 49               | 108          | 13             | 7                  | 0         |
| Женски | 171    | 10               | 109          | 43             | 8                  | 1         |
| УКУПНО | 348    | 59               | 217          | 56             | 15                 | 1         |

| Пол    | Укупно                    | Пољопривреда, лов и шумарство | Рибарство                            | Вађење руде и камена | Прерађивачка индустрија       |
| ------ | ------------------------- | ----------------------------- | ------------------------------------ | -------------------- | ----------------------------- |
| Мушки  | 126                       | 117                           | 0                                    | 0                    | 4                             |
| Женски | 93                        | 89                            | 0                                    | 0                    | 0                             |
| УКУПНО | 219                       | 206                           | 0                                    | 0                    | 4                             |
| Пол    | Производња и снабдевање   | Грађевинарство                | Трговина                             | Хотели и ресторани   | Саобраћај, складиштење и везе |
| Мушки  | 0                         | 0                             | 2                                    | 1                    | 0                             |
| Женски | 0                         | 0                             | 2                                    | 0                    | 0                             |
| УКУПНО | 0                         | 0                             | 4                                    | 1                    | 0                             |
| Пол    | Финансијско посредовање   | Некретнине                    | Државна управа и одбрана             | Образовање           | Здравствени и социјални рад   |
| Мушки  | 0                         | 0                             | 2                                    | 0                    | 0                             |
| Женски | 0                         | 0                             | 0                                    | 1                    | 1                             |
| УКУПНО | 0                         | 0                             | 2                                    | 1                    | 1                             |
| Пол    | Остале услужне активности | Приватна домаћинства          | Екстериторијалне организације и тела | Непознато            | Непознато                     |
| Мушки  | 0                         | 0                             | 0                                    | 0                    | 0                             |
| Женски | 0                         | 0                             | 0                                    | 0                    | 0                             |
| УКУПНО | 0                         | 0                             | 0                                    | 0                    | 0                             |